# 遷音速
遷音速（せんおんそく、英語: Transonic (or transsonic) ）流は、物体の周囲を亜音速と超音速の両方の気流が発生するような速度で流れる空気のことである。正確な速度範囲は物体の臨界マッハ数に依存するが、音速(海面で343 m/s)、に近い飛行速度で遷音速流が見られ、通常マッハ0.8〜1.2である。
遷音速（または遷音速領域）の問題は、第二次世界大戦中に初めて登場した。パイロットは、音の壁に近づくと気流の影響で機体が不安定になることを発見し、専門家は、衝撃波が下流で大規模な境界層剥離を引き起こし、抗力を増加させ、機体周辺の流れに非対称性と非定常性を付加することを発見した。遷音速飛行における衝撃波を、耐衝撃体や超臨界翼で弱める研究が行われている。
現代のジェット機のほとんどは、遷音速で飛行するように設計されている。遷音速では、マッハ0.8あたりから抗力が急激に増大し、抗力による燃料コストのために、通常は対気速度が制限される。波動抗力を低減する試みは、すべての高速航空機で見ることができる。最も顕著なのは後退翼の使用であるが、別の一般的な形態は、ウィットコムエリアルールの副作用として、ハチの腰胴体もよく見られる形態である。
ヘリコプターや航空機の回転翼の先端では、遷音速が発生することがある。これにより、ローターブレードに深刻な不均等な応力がかかり、発生した場合に事故につながる可能性がある。これにより、ローターのサイズやヘリコプターの前進速度を制限する要因の1つになっている(この速度が、ローターの前方スイープ [リーディング] 側に追加されるため、局所的な遷音速を引き起こす可能性がある)。